# 卡斯特利塞拉
卡斯特利塞拉，是西班牙加泰罗尼亚莱里达省的一个市镇。 总面积16平方公里，总人口1103人（2001年），人口密度69人/平方公里。